# ユーホ・サーリスト
ユーホ・サーリスト (Julius Juho Saaristo、1891年7月21日 - 1969年10月12日)は、フィンランドの陸上競技選手である。彼は1912年に開催されたストックホルムオリンピックで、合計2個のメダルを獲得した。

## 経歴
やり投の選手として1912年ストックホルムオリンピックに出場し、スウェーデンのエリック・レミング(Eric Lemming)に次ぎ銀メダルを獲得した。しかし、この大会だけ行われたやり投（両手投げ）では金メダルを獲得した。彼は1920年のアントワープ大会にも出場したが、4位に終わっている。